# Закон про статеві злочини 1967 (Велика Британія)
Закон про статеві злочини 1967 — парламентський акт Сполученого Королівства. Закон легалізував гомосексуальні відносини в Англії та Уельсі за умови, що вони були узгоджені, приватно між двома чоловіками, які досягли 21 року. Дія закону була поширена на Шотландію узгодженням закону про кримінальне правосуддя (Шотландія) 1980 року, та Північну Ірландію – Наказом про гомосексуальні злочини (Північна Ірландія) 1982 року.

## Передумови
Століттями гомосексуальні стосунки між чоловіками були заборонені законом. Тим часом ніколи не було прямої заборони на лесбійські стосунки між жінками. У 1950-х роках почастішали судові переслідування геїв, також кілька відомих діячів були засуджені. Через що уряд створив комітет під керівництвом Джона Вулфендена для розгляду законів про гомосексуальність. В 1957 році комітет опублікував звіт Вулфендена, де рекомендував декриміналізувати гомосексуальні стосунки між чоловіками старше 21 року. Свою позицію комітет узагальнив таким коментарем:
«Якщо суспільство через закон не зробить навмисної спроби прирівняти сферу злочину до сфери гріха, повинна також залишитися сфера приватного життя, яка, коротко кажучи, не є справою закону».
Однак уряд Гарольда Макміллана не виконав його рекомендації через побоювання негативної реакції громадськості.

У 1965 році кілька політиків виступили ініціаторами просунення законопроєкту про сексуальні злочини та законопроєкту приватного життя, який значною мірою ґрунтувався на висновках звіту Вулфендена. Ключовими лобістами були Гемфрі Берклі, член парламенту від Консервативної партії, Лео Абс, депутат від лейбористської партії, і лорд Арран, також консерватор. Того ж року громадська думка змінилася на більш позитивну. Опитування громадської думки 1965 року, проведене на замовлення Daily Mail, показало, що 63% респондентів не вірили, що гомосексуальність є злочином, і лише 36% погодилися, що гомосексуальність має бути заборонено, хоча 93% респондентів погодилися, що чоловіки-геї «потребують медичного або психіатричного лікування».

## Прийняття та дебати щодо закону
До 1965 року більшість депутатів Палати громад також прихильно ставилися до зміни закону. Законопроєкт Берклі пройшов друге читання 164–107 у лютому 1966 року. Його ухвалення було перервано розпуском парламенту через Парламентські вибори в 1966. Берклі втратив своє місце, але рішуча перемога лейбористів збільшила кількість депутатів, які підтримали законопроєкт. Абс став головним лоббістом законопроєкту, і він повторно вніс його на розгляд.
До 1967 року уряд Гарольда Вільсона висловлював підтримку законопроєкту. Декриміналізація гомосексуальності була однією з численних ліберальних соціальних реформ, які були прийняті під час правління уряду Вільсона в 1966-70 роках, пришвидшили рух до «вседозволеного суспільства». Інші реформи включали легалізацію абортів того ж року, послаблення законів про розлучення та скасування театральної цензури та смертної кари. Ці реформи стали можливими завдяки кільком окремим кампаніям, які виграли від зростаючої громадської підтримки та переважної більшості лейбористів, на відміну від керівництва центрального уряду. Сам Вільсон не мав ентузіазму щодо моральної сторони законодавства, але були лідери лейбористської партії, які підтримали законопроєкт про статеві злочини, у тому числі Рой Дженкінс, міністр внутрішніх справ.
Пропозиція законопроєкту легалізувала дії, які відповідали умовам приватності між двома дорослими людьми за спільною згодою. Дія закону не поширювалася а ні на торговельний флот, ні на збройні сили, ні на Шотландію та Північну Ірландію. Як і у випадку з пропозицією внести рекомендації що знаходяться в звіті Вольфендена, законопроєкт встановлює вік згоди на гомосексуальні відносини від 21 року, що на п’ять років вище, ніж для гетеросексуальної пари. Законопроєкт не декриміналізує злочини, пов’язані з содомією і грубою непристойністю. Чоловіки можуть бути притягнуті до кримінальної відповідальності за ці злочини, якщо їхні дії не відповідають суворим вимогам законопроєкту. Проте вперше максимальні покарання були диференційовані залежно від того, що із перечисленного було недотримано: відсутність згоди, віковий ценз не було дотримано або акт був неприватним.
У той час більшість прихильників законопроєкту не виправдовували гомосексуальність, а натомість стверджували, що кримінальне право не входить до сфери відповідальності геїв, які й без того вже були об’єктом насмішок і глузувань. Рой Дженкінс описав ставлення уряду так: «ті, хто страждає на захворювання, все життя несуть великий тягар сорому» (цитата під час парламентських дебатів; The Times 4 липня 1967 р.).
Дві основні партії дозволили не обов'язкове голосування. Лейбористи та ліберали здебільшого були «за», тоді як члени консерваторів були переважно «проти». Розбіжності розділяли партійні ряди, так наприклад Маргарет Тетчер і Енох Пауелл серед консерваторів проголосували «за». Пізніше коаліцію на підтримку законопроєкту назвали «Об'єднанням гейтскеллітів і майбутніх тетчерівців». Закон також був підтриманий лідерами Англіканської церкви, включаючи Майкла Ремсі, архієпископа Кентерберійського.
За свідченням гей-активіста Пітера Тетчелла, незгоду проти закону можна підсумувати заявою графа Дадлі від 16 червня 1966 року про те, що «[гомосексуали] є найогиднішими людьми у світі... В’язниця — надто гарне місце для них; насправді це те місце, куди багато хто з них любить попадати — зі зрозумілих причин».
Законопроєкт отримав королівську згоду 27 липня 1967 року після інтенсивних нічних дебатів у Палаті громад.
Лорд Арран, намагаючись звести до мінімуму критику щодо того, що законодавство призведе до подальших публічних дебатів і видимості проблем, пов’язаних із громадянськими правами геїв, зробив таку кваліфікацію щодо цієї «історичної» події: Я прошу їх [геїв] висловити свою вдячність, поводячись тихо та з гідністю... будь-яка форма показної поведінки зараз чи в майбутньому або публічне хизування було б абсолютно неумістно... [І] змусити авторів цього законопроєкту пошкодувати про те, що вони зробили».

## Наслідки
В щомісячнику BBC History Флоренс Саткліфф-Брейтвейт відмітила: «Це був надзвичайно важливий момент в історії ЛГБТ в Британії — але це не був момент раптового звільнення для геїв — і він не мав на меті бути таким»." Одним із важливих наслідків стало збільшення свободи зібрань для правозахисних груп, що призвело до зростання активності руху за права геїв в 1970-х роках. За десятиліття після прийняття закону кількість судових переслідувань за грубу непристойність за участю чоловіків зросла втричі.
Жодного подальшого перегляду питання прав геїв в статутному праві в Англії та Уельсі не відбувалося до кінця 1970-х років. В 1979 році у звіті робочої групи Дорадчого комітету з політики Міністерства внутрішніх справ «Вік згоди щодо сексуальних злочинів» рекомендовало, для гомосексуальних актів становив 18 років. Але після аналізу звіту, рекомендації було відхилено частково через побоювання, що подальша декриміналізація сприятиме лише заохоченню молодих чоловіків до сексуальних експериментів з іншими чоловіками, у той час, як стверджували, виставить таку особу поза широким суспільством.
У 2020 році журналісти The Mail on Sunday на запит щодо свободи інформації виявили, що Консультативний комітет Королівського монетного двору відхилив плани випустити пам’ятну монету на честь 50-ї річниці прийняття закону в 2015 році, дійшовши висновку, що це не буде «комерційно життєздатна дія» через «недостатню привабливість» монети серед колекціонерів..

### Поправки
- Вік згоди для геїв, встановлений Законом 1967 року, був знижений до 18 років Законом про кримінальне правосуддя та громадський порядок 1994 року після спроби зрівняти вік згоди з віком згоди для гетеросексуальних пар до 16 років, внесеної як поправка. Тодішнім членом парламенту від консервантів Едвіною Керрі майже не провалилася. Закон також розширив термін зґвалтування чоловіків; до того часу останні дії переслідувалися як содомія.[13]
- В 2000 році парламентські акти 1911 і 1949 років були застосовані для забезпечення ухвалення Закону про сексуальні злочини 2000 року, який вирівнював вік згоди до 16 років як для геїв, так і для гетеросексуальних пар по всьом Сполученому Королівстві.
- Обмеження приватності в законі означало, що хоча двоє чоловіків могли займатися сексом, третя особа не могла брати участь у сексі або навіть бути присутньою. В 2000 році Європейський суд з прав людини визнав ці обмеження такими, що порушують Європейську конвенцію з прав людини. Уряд Сполученого Королівства привів закони Англії та Уельсу у відповідність із цією постановою Законом про сексуальні злочини 2003 року, який опустив вимоги щодо конфіденційності, що стосуються сексуальних дій одностатевих чоловіків. (Секс у громадському туалеті була визнана окремим злочином).[14][15]
- Закон про сексуальні злочини 2003 року, хоча й вирівняв певні суперечливі зміни, змінивши спосіб розгляду сексуальних злочинів поліцією та судами, замінивши положення закону про сексуальні злочини 1956 року, а також закону 1967 року. Злочини, пов’язані з грубою непристойністю та содомією, були прибрані з закону. В результаті прийняття закону 2003 року переважну більшість статей закону 1967 року було скасовано.